# شی جیانچیائو
شی جیانچیائو (انگلیسی: Shi Jianqiao; 1905 یا ۱۹۰۶ – ۲۷ اوت ۱۹۷۹ (سن ۷۳–۷۴) چینی ساده: 施剑翘; چینی سنتی: 施劍翹; پین‌یین: Shī Jiànqiào; Wade–Giles: Shih Chien-chʻiao) دختر یک افسر نظامی چینی بنام «شی کونگبین» بود که انتقام کشته شدن پدرش را با ترور فرمانده ارتشی سون چوانفانگ گرفت. این انتقام و اقدامات قانونی که او به دنبال این ترور انجام داد در زمان خود بسیار منتشر شد و بحث‌های عمومی بسیاری دربارهٔ مفاهیم احترام به والدین و حاکمیت قانون را برانگیخت.

## نام اصلی
او با نام شی گولان متولد شد و نام مستعار شی جیانچیائو را برای خود انتخاب کرد. جیانچیائو از دو بخش تشکیل شده که معنای «شمشیر» و «بالا بردن» می‌دهند. نامی که از عهد و پیمان این زن برای گرفتن انتقام مرگ پدرش خبر می‌دهد.

## انتقام

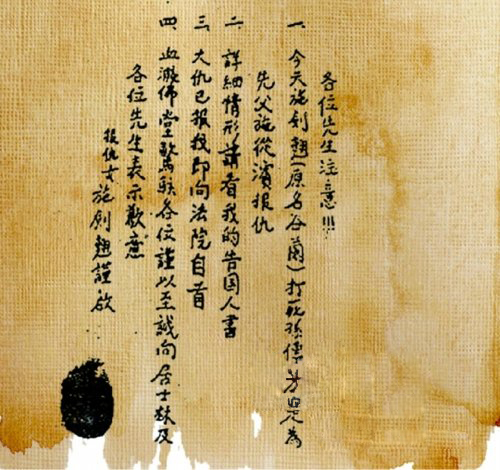
تصویر

سال ۱۹۲۵ سون چوانفانگ، سردار جنگ دستور داد سر پدر شی را از بدن جدا کنند.
۱۰ سال بعد از آن، سون چوانفانگ که بازنشسته شده و به آئین بودایی گرویده بود، در حین عبادت به دست شی کشته شد. شی بعد از مدت‌ها جستجو، چوانفانگ را در یک معبد بودایی پیدا کرد و او را با شلیک گلوله به سرش به قتل رساند. شی اما به جای فرار در محل جرم ماند و در حضور رهگذران به کارش اعتراف و حتی بین‌شان اعلامیه هم پخش کرد. این بخشی از نقشه بزرگ‌تر شی برای جلب توجه رسانه‌ها و برانگیزاندن حس همدردی مردم در رابطه با هدفش از این قتل بود.
بعد از یک محاکمه پر سر و صدا و جنجالی، شی در سال ۱۹۳۶ بخشوده شد. دادگاه کار او را به این دلیل که از روی احترام به والدین بوده از نظر اخلاقی قابل توجیه دانست و حکم عفو برایش صادر کرد. شی در سال ۱۹۷۹ از دنیا رفت.